# Дублино
Дублино (на македонска литературна норма: Дублино) е бивше село в Северна Македония, на територията на община Демир Капия.

## География
Селото е било разположено на север от град Демир Капия на левия бряг на река Вардар на два километра южно от Бистренци.

## История
В XIX век Дублино е смесено село в Тиквешка кааза на Османската империя. Според статистиката на Васил Кънчов („Македония. Етнография и статистика“) от 1900 г. Бистренци е има 50 жители българи християни и 250 българи мохамедани.
След Междусъюзническата война в 1913 година селото попада в Сърбия.
На етническата си карта от 1927 година Леонард Шулце Йена показва Дубляни (Dubljani) като българо-мохамеданско (помашко) село.